# Чехія на Олімпійських іграх
Чехія бере участь в Олімпійських іграх, починаючи з 1994 року. До 1912 року чеські спортсмени представляли команду Богемії, складової частини Австро-Угорської імперії. З 1920 по 1992 рік чехи входили до команди Чехословаччини. 
Чеський олімпійський комітет було засновано 1899 року й визнано 1993 року. 

## Таблиці медалей

### Медалі на літніх Іграх
| Ігри         | Золото                            | Срібло                            | Бронза                            | Загалом                           |                                   |
| 1900–1912    | як Богемія                        | як Богемія                        | як Богемія                        | як Богемія                        | як Богемія                        |
| 1920–1992    | як частина команди Чехословаччина | як частина команди Чехословаччина | як частина команди Чехословаччина | як частина команди Чехословаччина | як частина команди Чехословаччина |
| Атланта 1996 | 4                                 | 3                                 | 4                                 | 11                                |                                   |
| Сідней 2000  | 2                                 | 3                                 | 3                                 | 8                                 |                                   |
| Афіни 2004   | 1                                 | 3                                 | 4                                 | 8                                 |                                   |
| Пекін 2008   | 3                                 | 3                                 | -                                 | 6                                 |                                   |
| Лондон 2012  | 4                                 | 3                                 | 3                                 | 10                                |                                   |
| Усього       | 14                                | 15                                | 14                                | 43                                |                                   |

### Медалі на зимових Іграх
| Ігри                | Золото                            | Срібло                            | Бронза                            | Загалом                           |                                   |
| 1924–1992           | як частина команди Чехословаччина | як частина команди Чехословаччина | як частина команди Чехословаччина | як частина команди Чехословаччина | як частина команди Чехословаччина |
| Ліллехаммер 1994    | 0                                 | 0                                 | 0                                 | 0                                 |                                   |
| Нагано 1998         | 1                                 | 1                                 | 1                                 | 3                                 |                                   |
| Солт-Лейк-Сіті 2002 | 1                                 | 2                                 | 0                                 | 3                                 |                                   |
| Турин 2006          | 1                                 | 2                                 | 1                                 | 4                                 |                                   |
| Ванкувер 2010       | 2                                 | 0                                 | 4                                 | 6                                 |                                   |
| Усього              | 5                                 | 5                                 | 6                                 | 16                                |                                   |

### Медалі літніх видів спорту
| Вид спорту                      | Золото | Срібло | Бронза | Загалом |
| Веслування на байдарках і каное | 4      | 3      | 2      | 9       |
| Легка атлетика                  | 4      | 1      | 3      | 8       |
| Стрілецький спорт               | 2      | 3      | 3      | 8       |
| Теніс                           | 0      | 1      | 1      | 2       |
| Бокс                            | 0      | 1      | 0      | 1       |
| Академічне веслування           | 0      | 2      | 0      | 2       |
| Вітрильний спорт                | 0      | 1      | 0      | 1       |
| Сучасне п'ятиборство            | 0      | 0      | 1      | 1       |
| Тріатлон                        | 0      | 0      | 1      | 1       |
| Усього                          | 10     | 12     | 11     | 33      |

### Медалі зимових видів спорту
| Вид спорту          | Золото | Срібло | Бронза | Загалом |
| Лижні перегони      | 1      | 5      | 3      | 9       |
| Хокей із шайбою     | 1      | 0      | 1      | 2       |
| Фристайл            | 1      | 0      | 0      | 1       |
| Ковзанярський спорт | 2      | 0      | 1      | 3       |
| Гірськолижний спорт | 0      | 0      | 1      | 1       |
| Усього              | 5      | 5      | 6      | 16      |